# 站起来！
站起来！（英語：Just Stand Up!）是一首由全明星慈善超级组合于慈善电视节目《对抗癌症》现场演唱的歌，出席的有流行、节奏蓝调、摇滚和乡村歌手。该小组的目的是为了向公众宣传对抗癌症。
美国作曲家、制作人安东尼奥·雷德在会见《对抗癌症》的创立人之后，便构思了他们之间的合作，这将有利于从专辑录音销售或演唱中获得收益。雷德与美国歌手娃娃脸一起共同制作了该音轨，该单曲发布于2008年8月21日。
演出的歌手们在《对抗癌症》的直播中演唱了这首歌，美国广播公司、哥伦比亚广播公司和全国广播公司都于2008年9月5日同时转播。
该单曲以原声被重新发行于2008年9月30日，表演现场的伴音也在其中。该CD是经强化的，如果用计算机播放的话会有特别收录，但音乐录像并不是为该单曲制作的。

## 演唱
- 玛丽亚·凯莉
- 碧昂丝·诺利斯
- 琪夏·寇儿
- 玛丽·J·布莱姬
- 蕾哈娜
- 卡丽·安德伍
- 菲姬
- 雪瑞儿·可洛 （只出现在录音棚版本）
- 梅丽莎·伊瑟丽 （只出现在录音棚版本）
- 利昂娜·刘易斯
- 娜塔莎·贝汀菲儿
- 麦莉·希拉
- 黎安·莱姆丝 （只出现在录音棚版本）
- 亚香缇
- 席亚拉
- 妮可·舒辛格 （只出现在演唱会版本）

## 现场表演
现场表演于2008年9月5日在《為癌症站起來》晚会上进行，经由多个频道播放。除了黎安·莱姆丝、雪瑞儿·可洛和梅丽莎·伊瑟丽外其他原唱歌手都到了场，除此之外，来自小野猫的妮可·舒辛格在演唱会中演唱了雪瑞儿·可洛的那部分。现场版本与可下载的原唱歌曲版本略有不同。现场版的视频可以用iTunes下载。

## 曲目列表
1. 《站起来！》
2. 《站起来！》（现场视频）

## 榜单情况
这首歌首次亮相于9月13日发布的公告牌百强单曲榜的第78名位置。接下来的一周，由于销量的增长，该单曲上升了67名，到了第11名。再接下来的一周，歌曲的排名下降到第36名。这首歌亦登上了告示牌流行100榜的第18名。在英国单曲榜中，首次登榜名次是第39名，之后冲击到了第26名，成为其最新纪录。在9月11日发布的加拿大最热100单曲榜中，该单曲空降在第10名，是由于网络下载的拉动。

### 榜单详细
| 榜单（2008年）                    | 最高位置 |
| --------------------------------- | -------- |
| 澳大利亚单曲排行榜                | 39       |
| 奥地利单曲排行榜                  | 73       |
| 加拿大最热100                     | 10       |
| 意大利单曲排行榜                  | 7        |
| 日本单曲排行榜                    | 85       |
| 新西兰单曲排行榜                  | 19       |
| 瑞典单曲排行榜                    | 51       |
| 英国单曲排行榜                    | 26       |
| 美国公告牌百强单曲榜              | 11       |
| 美国公告牌最热节奏蓝调/嘻哈单曲榜 | 57       |
| 美国公告牌流行100榜               | 18       |

## 人事
- 声音：卡丽·安德伍、玛丽亚·凯莉、碧昂丝·诺利斯、玛丽·J·布莱姬、蕾哈娜、菲姬、雪瑞儿·可洛、梅丽莎·伊瑟丽、娜塔莎·贝汀菲儿、麦莉·希拉、利昂娜·刘易斯、琪夏·寇儿、黎安·莱姆丝、席亚拉、亚香缇和妮可·舒辛格 （只出现在演唱会版本）
- 碧昂丝·诺利斯蒙哥伦比亚唱片赞助。
- 玛丽·J·布莱姬蒙格芬唱片公司赞助。
- 蕾哈娜蒙Def Jam唱片公司赞助。
- 菲姬、雪瑞儿·可洛蒙A&M唱片公司赞助。
- 玛丽亚·凯莉、梅丽莎·伊瑟丽蒙岛屿唱片公司赞助。
- 娜塔莎·贝汀菲儿蒙史诗唱片公司赞助。
- 麦莉·希拉蒙好莱坞唱片公司赞助。
- 利昂娜·刘易斯蒙J唱片公司赞助。
- 卡丽·安德伍蒙阿里斯塔纳什维尔唱片公司赞助。
- 琪夏·寇儿蒙Interscope-格芬-A&M唱片公司赞助。
- 黎安·莱姆丝蒙路缘唱片公司赞助。
- 亚香缇蒙环球唱片公司赞助。
- 席亚拉蒙索尼BMG唱片公司赞助。
- 妮可·舒辛格蒙宝丽德唱片公司、A&M唱片公司和Interscope唱片公司赞助。（只出现在演唱会版本）